# Egri Edit
Egri Edit  (szül.:  Részeg, ? –)  erdélyi magyar matematikus, egyetemi oktató.

## Élete
A kolozsvári Babeş–Bolyai Tudományegyetemen elvégezte a matematika szakot. Ugyancsak a kolozsvári egyetemen doktorált 2007-ben. Ma az egyetem csíkszeredai kihelyezett helyszínén (informatika szak) adjunktus.

## Munkássága
Kutatási területe: differenciálegyenletek és -rendszerek. Tudományos dolgozatait Egri Edith néven jegyzi.

### Könyvei
- Csató Lehel, Egri Edit: Bevezetés a deklaratív programozásba, Kolozsvári Egyetemi Kiadó, 2010.
- Egri Edith: On first order and second order iterative functional-differential equations and systems, Presa Universitară Clujeană, 2008. ISBN 978-973-610-713-9

### Szakcikkei (válogatás)
- Egri, Edith; Rus, Ioan A.: First order functional differential equations with state-dependent modified argument. Stud. Univ. Babeş-Bolyai, Math. 54, No. 3, 15–32 (2009).
- Sándor, József;  Egri, Edith; Oláh-Gál, Róbert: On certain identities for means. III. Adv. Stud. Contemp. Math., Kyungshang 19, No. 1, 109–122 (2009).
- Egri, Edith: Cauchy problem for a system of iterative functional-differential equations. An. Univ. Vest Timiş., Ser. Mat.-Inform.  46, No. 1, 23–49 (2008).
- Egri, Edith; Rus, Ioan A.: First order iterative functional-differential equation with parameter. Stud. Univ. Babeş-Bolyai, Math. 52, No. 4, 67–80 (2007).
- Sándor, J.; Egri, E.: Arithmetic functions in algebra, geometry and analysis. Adv. Stud. Contemp. Math., Kyungshang 14, No. 2, 161–213 (2007).
- Rus, Ioan A.; Egri, Edith: Boundary value problems for iterative functional-differential equations. Stud. Univ. Babeş-Bolyai, Math. 51, No. 2, 109–126 (2006).